# (7873) Böll
7873 Boll (1991 AE3) – planetoida z grupy pasa głównego asteroid okrążająca Słońce w ciągu 4,28 lat w średniej odległości 2,64 j.a. Odkryta 15 stycznia 1991 roku.